# Titularbistum Crepedula
Crepedula ist ein Titularbistum der römisch-katholischen Kirche. 
Es geht zurück auf den ehemaligen Bischofssitz in der Provinz Byzacena des Römischen Reiches.
| Titularbischöfe von Crepedula |                            |                                                                      |                   |                    |
| Nr.                           | Name                       | Amt                                                                  | von               | bis                |
| 1                             | Peter Leo Gerety           | Koadjutorbischof von Portland (USA)                                  | 4. März 1966      | 15. September 1969 |
| 2                             | Dominic Senyemon Fukahori  |                                                                      | 15. November 1969 | 9. August 1976     |
| 3                             | Hilario Chávez Joya MNM    | Prälat in Nuevo Casas Grandes (Mexiko)                               | 13. April 1977    | 15. Februar 1978   |
| 4                             | Lorenzo Cárdenas Aregullín | Weihbischof in Tehuacán (Mexiko)                                     | 17. März 1978     | 30. Oktober 1980   |
| 5                             | Pedro Shaw OMI             | Apostolischer Vikar des Apostolischen Vikariats Pilcomayo (Paraguay) | 22. April 1981    | 21. Juni 1984      |
| 6                             | Enrique Sarmiento Angulo   | Weihbischof in Bogotá (Kolumbien)                                    | 3. Mai 1986       | 6. August 2003     |
| 7                             | Karl Borsch                | Weihbischof in Aachen (Deutschland)                                  | 21. November 2003 |                    |